# 田副登
田副 登（たぞえ のぼる、1893年（明治26年）12月13日 - 1948年（昭和23年）7月24日）は、日本の陸軍軍人。最終階級は陸軍中将。

## 経歴
熊本県出身。熊本陸軍地方幼年学校、中央幼年学校を経て、1914年（大正3年）5月、陸軍士官学校（26期）を卒業。同年12月、砲兵少尉に任官。1924年（大正13年）11月、陸軍大学校（36期）を卒業し、陸軍省軍事課編制班に配属された。後、兵科を航空兵科に転じた。1930年（昭和5年）1月から1932年（昭和7年）1月までフランス大使館付武官補佐官を務めた。
1933年（昭和8年）1月、参謀本部員兼陸大教官となる。1934年（昭和9年）12月、陸軍航空本部員に就任し。1937年（昭和12年）8月、航空兵大佐に昇進し航空本部第1課長となる。1938年（昭和13年）10月、飛行第10戦隊長に就任。ノモンハン事件に出動。1939年（昭和14年）8月、陸軍少将に進級し陸軍航空技術研究所ハルビン支所長となる。1940年（昭和15年）6月、第8飛行団長に就任し太平洋戦争を迎えた。
1942年（昭和17年）6月、第1航空軍参謀長に就任し、同年12月、陸軍中将に進んだ。1943年（昭和18年）5月、第5飛行師団長に就任し、ビルマの戦いに従軍。1944年（昭和19年）12月、航空総監部総務部長兼航空本部総務部長となり帰国。1945年（昭和20年）4月、新設の航空総軍参謀長に就任し終戦を迎えた。
1948年（昭和23年）1月31日、公職追放仮指定を受けた。

## 栄典
勲章
- 1940年（昭和15年）8月15日 - 紀元二千六百年祝典記念章[2]
- 1943年（昭和18年）10月9日  - 勲一等瑞宝章[3]